# Harrison Pemberton
Harrison Pemberton (ur. 3 marca 1925 w Orlando, zm. 16 listopada 2017 w Lexington) – amerykański profesor filozofii.

## Życiorys
Ukończył studia na Uniwersytecie Yale, gdzie pracował od 1951 do 1954. Następnie przez ponad 40 lat wykładał filozofię  na Uniwersytecie Waszyngtona i Lee w Lexington, po czym odszedł na emeryturę w czerwcu 2004. Przez studentów ceniony był za umiejętność przedstawienia skomplikowanych idei prostym i przystępnym językiem.
We wrześniu 2004 udał się do Kalimpongu w Indiach, gdzie przeprowadził intensywny kurs zachodniej filozofii dla małej grupy zaawansowanych mistrzów buddyjskich, w tym XVII karmapy, Taje Dordże, głowy buddyzmu tybetańskiego linii Karma Kagyu.